# Alex Meret
Alex Meret (født 22. marts 1997) er en italiensk professionel fodboldspiller, som spiller for Serie A-klubben Napoli og Italiens landshold.

## Klubkarriere

### Udinese
Meret begyndte sin karriere med sin lokale klub, Udinese, hvor han gjorde sin førsteholdsdebut i december 2015.

#### Leje til SPAL
Meret blev i 2016-17 udlejet til Serie B-klubben SPAL, og var med til at rykke op i Serie A med klubben. Han blev lejet tilbage til SPAL for 2017-18 sæsonen.

### Napoli
Meret skiftede i juli 2018 til Napoli. I sine første 3 sæsoner i klubben roterede han med David Ospina i mål, men siden Ospina forlod i 2022, har han været førstevalgsmålmand.

## Landsholdskarriere

### Ungdomslandshold
Meret har repræsenteret Italien på flere ungdomsniveauer.

### Seniorlandshold
Meret debuterede for Italiens landshold den 19. oktober 2019. Han var del af Italiens trup som vandt europamesterskabet i 2020.

## Titler
SPAL
- Serie B: 1 (2016-17)

Napoli
- Serie A: 1 (2022-23)
- Coppa Italia: 1 (2019-20)

Italien
- Europamesterskabet: 1 (2020)